# 第41回ゴールデングローブ賞
41st Golden Globe Awards

1984年1月28日
映画賞（ドラマ部門）:

 愛と追憶の日々 
映画賞（ミュージカル・コメディ部門）:

 愛のイエントル 
テレビシリーズ賞（ドラマ部門）:

ダイナスティ
テレビシリーズ賞（ミュージカル・コメディ部門）:

フェーム/青春の旅立ち
第41回ゴールデングローブ賞（だい41かいゴールデングローブしょう）は、1983年の映画とテレビ番組を対象としており、1984年1月28日に発表された。

## 受賞とノミネート一覧

### 映画

#### 主演男優賞（ドラマ部門）
- トム・コートネイ - 『ドレッサー』
- ロバート・デュヴァル - 『テンダー・マーシー』
  - トム・コンティ - Reuben, Reuben
  - リチャード・ファーンズワース - 『グレイフォックス』
  - アルバート・フィニー - 『ドレッサー』
  - アル・パチーノ - 『スカーフェイス』
  - エリック・ロバーツ - 『スター80』

#### 主演男優賞（ミュージカル・コメディ部門）
- マイケル・ケイン - 『リタと大学教授』
  - ウディ・アレン - 『カメレオンマン』
  - トム・クルーズ - 『卒業白書』
  - エディ・マーフィ - 『大逆転』
  - マンディ・パティンキン - 『愛のイエントル』

#### 主演女優賞（ドラマ部門）
- シャーリー・マクレーン - 『愛と追憶の日々』
  - ジェーン・アレクサンダー - 『テスタメント』
  - ボニー・ベデリア - Heart Like a Wheel
  - メリル・ストリープ - 『シルクウッド』
  - デブラ・ウィンガー - 『愛と追憶の日々』

#### 主演女優賞（ミュージカル・コメディ部門）
- ジュリー・ウォルターズ - 『リタと大学教授』
  - アン・バンクロフト - 『メル・ブルックスの大脱走』
  - ジェニファー・ビールス - 『フラッシュダンス』
  - リンダ・ロンシュタット - The Pirates of Penzance
  - バーブラ・ストライサンド - 『愛のイエントル』

#### 監督賞
- バーブラ・ストライサンド - 『愛のイエントル』
  - ブルース・ベレスフォード - 『テンダー・マーシー』
  - イングマール・ベルイマン - 『ファニーとアレクサンデル』
  - ジェームズ・L・ブルックス - 『愛と追憶の日々』
  - マイク・ニコルズ - 『シルクウッド』
  - ピーター・イェーツ - 『ドレッサー』

#### 作品賞（ドラマ部門）
- 『愛と追憶の日々』
  - Reuben, Reuben
  - 『ライトスタッフ』
  - 『シルクウッド』
  - 『テンダー・マーシー』

#### 作品賞（ミュージカル・コメディ部門）
- 『愛のイエントル』
  - 『再会の時』
  - 『フラッシュダンス』
  - 『大逆転』
  - 『カメレオンマン』

#### 外国語映画賞
- 『ファニーとアレクサンデル』 -  スウェーデン
  - 『カルメン』 -  スペイン
  - 『ドレッサー』 -  イギリス
  - 『リタと大学教授』 -  イギリス
  - 『グレイフォックス』 -  カナダ

#### 作曲賞
- 『フラッシュダンス』 - ジョルジオ・モロダー
  - 『ランブルフィッシュ』 - スチュワート・コープランド
  - 『スカーフェイス』 - ジョルジオ・モロダー
  - 『アンダー・ファイア』 - ジェリー・ゴールドスミス
  - 『愛のイエントル』 - ミシェル・ルグラン、アラン・バーグマン、マリリン・バーグマン

#### 歌曲賞
- 「フラッシュダンス…ホワット・ア・フィーリング」 - ジョルジオ・モロダー（作曲）、キース・フォーシイ（作詞）、アイリーン・キャラ（作詞） - 『フラッシュダンス』
  - "Maniac" - デニス・マトコスキー（作曲・作詞）、マイケル・センベロ（作曲・作詞） - 『フラッシュダンス』
  - "Far from Over" - フランク・スタローン（作曲・作詞）、ヴィンス・ディコーラ（作曲・作詞） - 『ステイン・アライブ』
  - "Over You" - オースティン・ロバーツ（作曲・作詞）、ボビー・ハート（作曲・作詞） - 『テンダー・マーシー』
  - "The Way He Makes Me Feel" - ミシェル・ルグラン（作曲）、アラン・バーグマン（作詞）、マリリン・バーグマン（作詞） - 『愛のイエントル』

#### 脚本賞
- 『愛と追憶の日々』 - ジェームズ・L・ブルックス
  - 『再会の時』 - バーバラ・ベネディック、ローレンス・カスダン
  - 『ドレッサー』 - ロナルド・ハーウッド
  - 『リタと大学教授』 - ウィリー・ラッセル
  - Reuben, Reuben - ジュリアス・J・エプスタイン

#### 助演男優賞
- ジャック・ニコルソン - 『愛と追憶の日々』
  - スティーヴン・バウアー - 『スカーフェイス』
  - チャールズ・ダーニング - 『メル・ブルックスの大脱走』
  - ジーン・ハックマン - 『アンダー・ファイア』
  - カート・ラッセル - 『シルクウッド』

#### 助演女優賞
- シェール - 『シルクウッド』
  - バーバラ・カレラ - 『ネバーセイ・ネバーアゲイン』
  - テス・ハーパー - 『テンダー・マーシー』
  - リンダ・ハント - 『危険な年』
  - ジョアンナ・パクラ - 『ゴーリキー・パーク』

### テレビ

#### 主演男優賞（ドラマ部門）
- ジョン・フォーサイス - 『ダイナスティ』
  - ジェームズ・ブローリン - Hotel
  - トム・セレック - 『私立探偵マグナム』
  - ダニエル・J・トラヴァンティ - 『ヒルストリート・ブルース』
  - ロバート・ワグナー - 『探偵ハート&ハート』

#### 主演男優賞（ミュージカル・コメディ部門）
- ジョン・リッター - Three's Company
  - ダブニー・コールマン - Buffalo Bill
  - テッド・ダンソン - 『チアーズ』
  - ロバート・ギローム - 『ミスター・ベンソン』
  - ボブ・ニューハート - Newhart

#### 主演男優賞（ミニシリーズ・テレビ映画部門）
- リチャード・チェンバレン - The Thorn Birds
  - ロバート・ブレイク - Blood Feud
  - ルイス・ゴセット・ジュニア - 『サダト/アラブの闘士』
  - マーティン・シーン - 『ケネディ』
  - ピーター・ストラウス - Heart of Steel

#### 主演女優賞（ドラマ部門）
- ジェーン・ワイマン - Falcon Crest
  - ジョーン・コリンズ - 『ダイナスティ』
  - タイン・デイリー - 『女刑事キャグニー&レイシー』
  - リンダ・エヴァンス - 『ダイナスティ』
  - ステファニー・パワーズ - 『探偵ハート&ハート』

#### 主演女優賞（ミュージカル・コメディ部門）
- ジョアンナ・キャシディ - Buffalo Bill
  - デビー・アレン - 『フェーム/青春の旅立ち』
  - マデリーン・カーン - Oh Madeline
  - シェリー・ロング - 『チアーズ』
  - イザベル・サンフォード - The Jeffersons

#### 主演女優賞（ミニシリーズ・テレビ映画部門）
- アン＝マーグレット - 『ファミリー』
  - スーザン・ブレイクリー - Will There Really Be a Morning?
  - ブレア・ブラウン - 『ケネディ』
  - ジーナ・ローランズ - 『サーズデイ・チャイルド』
  - レイチェル・ウォード - The Thorn Birds

#### 作品賞（ドラマ部門）
- 『ダイナスティ』
  - 『女刑事キャグニー&レイシー』
  - 『ダラス』
  - 『探偵ハート&ハート』
  - 『ヒルストリート・ブルース』

#### 作品賞（ミュージカル・コメディ部門）
- 『フェーム/青春の旅立ち』
  - Buffalo Bill
  - 『チアーズ』
  - Newhart
  - Taxi

#### 作品賞（ミニシリーズ・テレビ映画部門）
- Buffalo Bill
  - 『ケネディ』
  - 『戦争の嵐』
  - Heart of Steel
  - 『ファミリー』

#### 助演男優賞
- リチャード・カイリー - The Thorn Birds
  - ブライアン・ブラウン - The Thorn Birds
  - ジョン・ハウスマン - 『戦争の嵐』
  - ペリー・キング - The Hasty Heart
  - ロブ・ロウ - 『サーズデイ・チャイルド』
  - ジャン＝マイケル・ヴィンセント - 『戦争の嵐』

#### 助演女優賞
- バーバラ・スタンウィック - The Thorn Birds
  - ポリー・ホリデイ - The Gift of Love: A Christmas Story
  - アンジェラ・ランズベリー - The Gift of Love: A Christmas Story
  - パイパー・ローリー - The Thorn Birds
  - ジーン・シモンズ - The Thorn Birds
  - ヴィクトリア・テナント - 『戦争の嵐』